# 凱莉·瑪麗·陳
凱莉·瑪麗·陳（英語：Kelly Marie Tran，越南語：／陳鸞、1989年1月17日—），越南裔美國演員，知名於在星際大戰後傳三部曲中飾演蘿絲·緹克一角。

## 早年生活與教育
陳在1989年1月17日出生於加利福利亞州圣地亚哥，父母皆是因越戰而逃難到美國的越南難民。陳的父親在孩提時代時無家可歸，只能在越南的街頭長大，到了美國後，他為了幫補家計而到漢堡王就職，而其妻子則在一家殯儀館內工作。
陳在高中時於舊金山韋斯特維尤高中就讀，並曾為了賺錢而在一家酸奶店裡工作。她畢業後前往加利福尼亚大学洛杉矶分校攻讀傳播系，並在讀畢後取得理學士學位。

## 演員生涯

### 2011–2014：早年事業
陳的早期演藝事業主要集中在CollegeHumor影片和小型電視劇中。她在2011年找到一名職業經紀人，得以在Upright Citizens Brigade中找到一份即興劇場演員工作。在第二城喜劇團中，陳則是全亞裔美國人即興劇團「Number One Son」的其中一員。
2013年，陳開始參演網路電視劇《像我們這樣的女士》（Ladies Like Us）。兩年後，她成為洛杉磯一家創意招聘公司的助理。

### 2015–現在：突破
2015年，陳獲選派飾演《STAR WARS：最後的絕地武士》的蘿絲·緹克一角，一位在炮手姐姐佩姬·緹克（Paige Tico，吳青芸飾演）犧牲後協助芬恩的抵抗勢力技師。在2016年初於松林製片廠拍攝其角色的場景時，她需來往加拿大和英國兩地以在加國拍攝一部小電影。《最後的絕地武士》的演員陣容公佈後，陳成為《星球大戰》系列史上第一位飾演主要角色的亞裔美國演員。2017年，她與約翰·波耶加和奥斯卡·伊萨克一起登上《浮華世界》的封面，使她成為史上首位登上該雜誌封面的亞裔女性。
陳在Radiotopia的驚悚廣播劇《乘客名單》（Passenger List）中聲演主角凱特琳·黎（Kaitlin Le），她同時也是Facebook Watch電視劇《節哀順變》的常規成員。
除此之外，陳亦將會為Disney+的動畫系列《怪獸上班》和電影《古魯家族：新石代》配音。

## 個人生活

### 網絡霸凌與攻擊
儘管《STAR WARS：最後的絕地武士》在評論家和商業上都取得不錯的成績，但陳卻因為某些觀察不喜歡蘿絲·緹克一角而遭到種族歧視網絡欺凌。為了回應這些批評，同為越裔的歧視案件專責律師安東尼·阮（Anthony Nguyen）讚揚她是第一位在《星球大戰》系列中飾演要角的女性有色人種演員。阮同時譴責帶有種族主義色彩的言論，並指出有色人種（尤其是亞裔美國人）在電視劇和電影中所佔的比例明顯不足。另外，自由作家兼新聞記者妮可·卡里斯（Nicole Karlis）則認為對陳的言語攻擊反映出人們仍未摒棄銀幕上的女性必須性感的刻版印象。
2018年6月，經過多月的騷擾後，陳刪掉個人Instagram的所有貼文。《最後的絕地武士》的導演雷恩·強生了解後向外界表示強烈不滿，稱某些不理性網民的言論能令受害者留下巨大的陰影。其他《星球大戰》粉絲對陳表示支持，強生對此表示感謝。而《最後的絕地武士》中的兩位演員約翰·波耶加和馬克·漢米爾亦表達了與強生相同的觀點。同年8月，在長時間的沉默後，陳在《紐約時報》上訴說自己的第一身感受，希望解決整件事件，她表示自己在事件發生後出現自我意識過剩的現象，甚至還有一段時間認同騷擾者的言論。

## 作品

### 電影
| 年份 | 電影                          | 角色                   | 註釋 |
| ---- | ----------------------------- | ---------------------- | ---- |
| 2011 | 《不可觸碰》                  | 傑米                   | 短片 |
| 2011 | 《化妝品成本上揚》            | 朴春熙                 | 短片 |
| 2011 | 《印象》                      | 愛麗絲                 | 短片 |
| 2011 | 《沙灘上的辣妹》              | 學生                   |      |
| 2012 | 《科哈塞特虐殺電影》          | 克莉絲汀·陳            |      |
| 2013 | 《安迪的CD》                  | 凱莉                   | 短片 |
| 2016 | 《電音狂愛》                  | 蝴蝶服女孩             |      |
| 2017 | 《STAR WARS：最後的絕地武士》 | 蘿絲·緹克              |      |
| 2019 | 《STAR WARS：天行者的崛起》   | 蘿絲·緹克              |      |
| 2020 | 《古魯家族：新石代》          | Dawn Betterman（聲演） |      |
| 2021 | 《尋龍使者：拉雅》            | 拉雅（聲演）           |      |

### 電視劇
| 年份      | 電視劇                               | 角色                                    | 註釋       |
| --------- | ------------------------------------ | --------------------------------------- | ---------- |
| 2011      | 《這獨立女孩》                       | 英雄女孩                                | 1集        |
| 2012      | 《超級高漲》                         | 塞拉馬爾學生#4                          | 電視電影   |
| 2013–2015 | 《像我們這樣的女士》                 | 凱莉/拉利                               | 電視連續劇 |
| 2014–2016 | CollegeHumor                         | 亞洲人/凱特/凱莉/創業的女孩/梅莉莎/安珀 | 網路連續劇 |
| 2014–2016 | 《阿莫吉本的怪奇日常》               | 薩拉                                    | 3集        |
| 2014      | 《往橋》                             | 莉迪亞                                  | 1集        |
| 2014      | 《家有正太》                         | 瑪格麗特                                | 2集        |
| 2014      | 《霍普與蘭迪》                       | 蒂娜                                    | 迷你電視劇 |
| 2014      | 《現在很酷》                         | 珍妮                                    | 1集        |
| 2015      | 《喜劇大暴走》                       | 青年的朋友                              | 1集        |
| 2015      | 《像我們這樣的女士：鄰里守望的崛起》 | 拉利                                    | 2集        |
| 2015      | 《亞當毁三觀》                       | 莎朗/電話中的女人                       | 2集        |
| 2015      | 《健身折扣》                         | 貝西                                    | 1集        |
| 2016      | 《酒館測驗》                         | 艾希亞                                  | 電視連續劇 |
| 2016      | 《目前的…世界歷史》                  | 女兒                                    | 1集        |
| 2016      | 《與我墜入愛河》                     | 伊娃                                    | 1集        |
| 2016      | 《唱起來！》                         | 唱《一閃一閃亮晶晶》的表演者            | 1集        |
| 2018      | 《星際大戰：宿命原力》               | 蘿絲·緹克（聲演）                       | 1集        |
| 2018–2019 | 《節哀順變》                         | 茱爾絲·蕭                               | 18集       |
| 2020      | 《怪物樂園》                         | Lauren                                  | 1集        |
| 2020      | 《LEGO星際大戰：聖誕特輯》           | 蘿絲·緹克（聲演）                       | 電視特輯   |
| 2021      | 《疯狂原始人：家谱》                 | Dawn Betterman（聲演）                  | 6集        |
| 2022      | 《LEGO星際大戰：夏日假期》           | 蘿絲·緹克（聲演）                       | 電視特輯   |

### 廣播劇
| 年份      | 劇集         | 角色      | 註解   |
| --------- | ------------ | --------- | ------ |
| 2019–現在 | 《乘客名單》 | 凱特琳·黎 | 女主角 |

## 獲得獎項與提名
| 年份 | 獎項         | 類別                     | 作品                          | 結果 |
| ---- | ------------ | ------------------------ | ----------------------------- | ---- |
| 2018 | 帝國獎       | 最佳女新人               | 《STAR WARS：最後的絕地武士》 | 提名 |
| 2018 | 土星獎       | 最佳女配角               | 《STAR WARS：最後的絕地武士》 | 提名 |
| 2018 | 青少年票選獎 | 電影票選獎：突出表現女星 | 《STAR WARS：最後的絕地武士》 | 提名 |

## 外部連結
- 凱莉·瑪麗·陳在互联网电影资料库（IMDb）上的資料（英文）
- kelly_marie_tran /  Kelly Marie Tran 在爛番茄上的頁面（英文）